# ニホンウナギ
ニホンウナギ（日本鰻、学名: Anguilla japonica）は、ウナギ科ウナギ属のウナギの一種。日本・朝鮮半島・台湾からベトナムまで東アジアに広く分布する。河川生活期には体色が黄ばんで見えることから「黄ウナギ」、海洋生活期には銀色に見えることから「銀ウナギ」（銀化ウナギ）と呼ばれることがある。　　

## 特徴
成魚は全長1メートル、最大で1.3メートルほどになる。細長い体形で、体の断面は円形である。眼は丸く、口は大きい。体表は粘膜に覆われてヌルヌルしており、皮下に小さな鱗を持つ。腹鰭はなく、背鰭、尾鰭、臀鰭が繋がって体の後半部に位置している。体色は背中側が黒く、腹側は白いが、野生個体には背中側が青緑色や灰褐色、腹側が黄色の個体もいる。また、産卵のために降海した後、成魚は背中側が黒色、腹側が銀白色になる婚姻色を生じ、胸鰭が大きくなる。
成魚が生息するのは川の中流から下流、河口、湖などであるが、内湾にも生息している。細長い体を隠すことができる砂の中や岩の割れ目などを好み、日中はそこに潜んでじっとしている。夜行性で、夜になると餌を求めて活発に動き出し、甲殻類や水生昆虫、カエル、小魚、ミミズ、タニシなどの小動物を捕食する。えらだけでなく皮膚でも呼吸できるため、体と周囲が濡れてさえいれば陸上でも生きられる。雨の日には生息域から抜け出て他の離れた水場へ移動することもあり、路上に出現して人々を驚かせることもある。濡れていれば切り立った絶壁でも体をくねらせて這い登る様子から、「うなぎのぼり」という比喩の語源となっている。

## 生活史

ウナギの生活環

海洋にて産卵を経て孵化した稚魚は、汽水域から淡水の河川で成長する。湖沼や河川にて5年から12年程度は生活し、性的な成熟が近づいた親魚は降海して産卵場所まで回遊する間に成熟する。一方、耳石に含まれるストロンチウムの分析結果から、ヨーロッパウナギと同じように河川遡上を行わない「海ウナギ」や汽水と淡水を複数回行き来している「河口ウナギ」の存在が明らかとなっている。なお、日本近海にて捕獲された産卵回遊中の親魚（銀ウナギ）の耳石分析の結果から、再生産に関与している個体の約85パーセントに淡水遡上歴が記録されていなかったとする研究がある。
卵から2 - 3日で孵化した仔魚はレプトケファルス（葉形幼生、Leptocephalus）と呼ばれ、成魚とは異なり柳の葉のような形をしている。この体型はまだ遊泳力のない仔魚が、海流に乗って移動するための浮遊適応であると考えられている。仔魚・稚魚期は主にマリンスノーを餌としていることが明らかになり、レプトケファルスは成長して稚魚になる段階で変態を行い、体型を扁平から円筒へ変えて150 - 500日後に「シラスウナギ」となる。シラスウナギは体型こそ成魚に近くなっているが体色はほぼ透明で、全長もまだ5センチメートルほどしかない。シラスウナギはミンダナオ海流や北赤道海流に乗り、東南アジア沿岸を経て黒潮に乗って日本沿岸にたどり着くと、川をさかのぼる。また、流れの激しいところでは川岸に上陸し、水際を這ってさかのぼる。川で水棲昆虫・魚・甲殻類を捕食して成長し、5年から十数年ほどかけて成熟してウナギとなる。その後、ウナギは川を下って産卵場へ向かうが、その経路に関してはまだ判明していない。海に注ぐ河口付近に棲息する個体は、淡水・汽水・海水に常時適応できるため、自由に行き来して生活するが、琵琶湖や猪苗代湖などの大型湖沼では、産卵期に降海するまで棲息湖沼と周辺の河川の淡水域のみで生活することが多い。また、近年の琵琶湖など、いくつかの湖沼では外洋へ注ぐ河川に堰が造られる、大規模な河川改修によって外洋とを往来できなくなる、湖内のウナギが激減するなどの理由により、稚魚の放流が行われている。

### 産卵場所の解明
長らく正確な産卵場所は不明であり、フィリピン東方海域と推定されていた時期もあるが、外洋域の深海ということもあり、長年にわたる謎であった。しかし、2006年2月には魚類学者の塚本勝巳らの研究チームが、ニホンウナギの産卵場所がグアム島やマリアナ諸島の西側沖のマリアナ海嶺のスルガ海山付近であることを突き止めた。
これは、孵化後2日目の仔魚を多数採集することに成功し、その遺伝子を調べた結果、ニホンウナギであることを確認したものである。これにより、「冬に産卵する」というかつての仮説は否定された。
2008年6月および8月には、水深が2,000メートル以上もある西マリアナ海嶺南部海域にて、水産庁と水産総合研究センターによる調査チームが、成熟したニホンウナギおよびオオウナギの捕獲に、世界で初めて成功した。そのトロールの曳網水深は、200 - 300メートルであった。雄には成熟した精巣が、雌には産卵後と推定される収縮した卵巣が認められたほか、水深100 - 150メートルの範囲で、孵化後2 - 3日は経過したと思われる仔魚（プレレプトケファルス）26匹も採集された。さらに、プレレプトケファルスが生息する層の水温が、26.5 - 28℃であることを初めて確認した。
同チームは2009年の調査において、さらに南方の海域で8個体（雌4、雄4）のニホンウナギと2個体（雌1、雄1）のオオウナギを捕獲した。トロールの曳網水深は150 - 300メートルであり、周辺には海山のような浅場はなかった。これらの結果から、海山上に生息しているわけではなく、中層を遊泳しながら産卵をしていると考えられる。
この推定を基に、塚本らの研究チームが周辺海域をさらに調査したところ、2009年5月22日未明にはマリアナ海嶺の南端近くの水深約160メートル、水温が約26℃の海域にて、直径約1.6ミリメートルの受精卵とみられるものを発見し、遺伝子解析によって天然卵31個を確認した。天然卵の採集は世界初であると同時に、水深約200メートルにて産卵され、約30時間かけてこの深さまで上がりながら孵化することも判明した。
さらに同チームでは、2011年6月29日に学術研究船白鳳丸に搭載したプランクトンネットを用い、産卵直後から2日程度は経過した147個の受精卵の採取に成功した。新月の2 - 4日程度前の日没から23時の間、水深150 - 180メートルにて産卵されたと推定される。

## 種の保全状態評価
国際自然保護連合 (IUCN) により、2014年から絶滅危惧種 (EN) の指定を受けている。

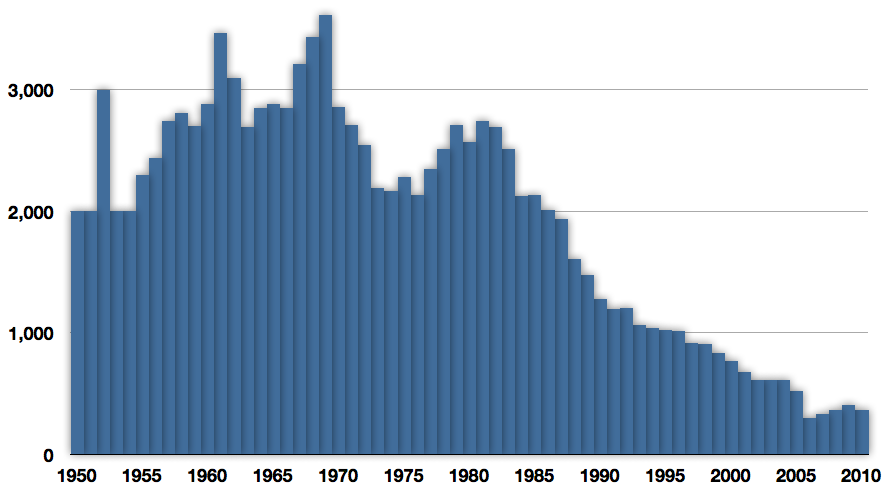
天然のニホンウナギの捕獲量（トン）の推移（1950-2010年）

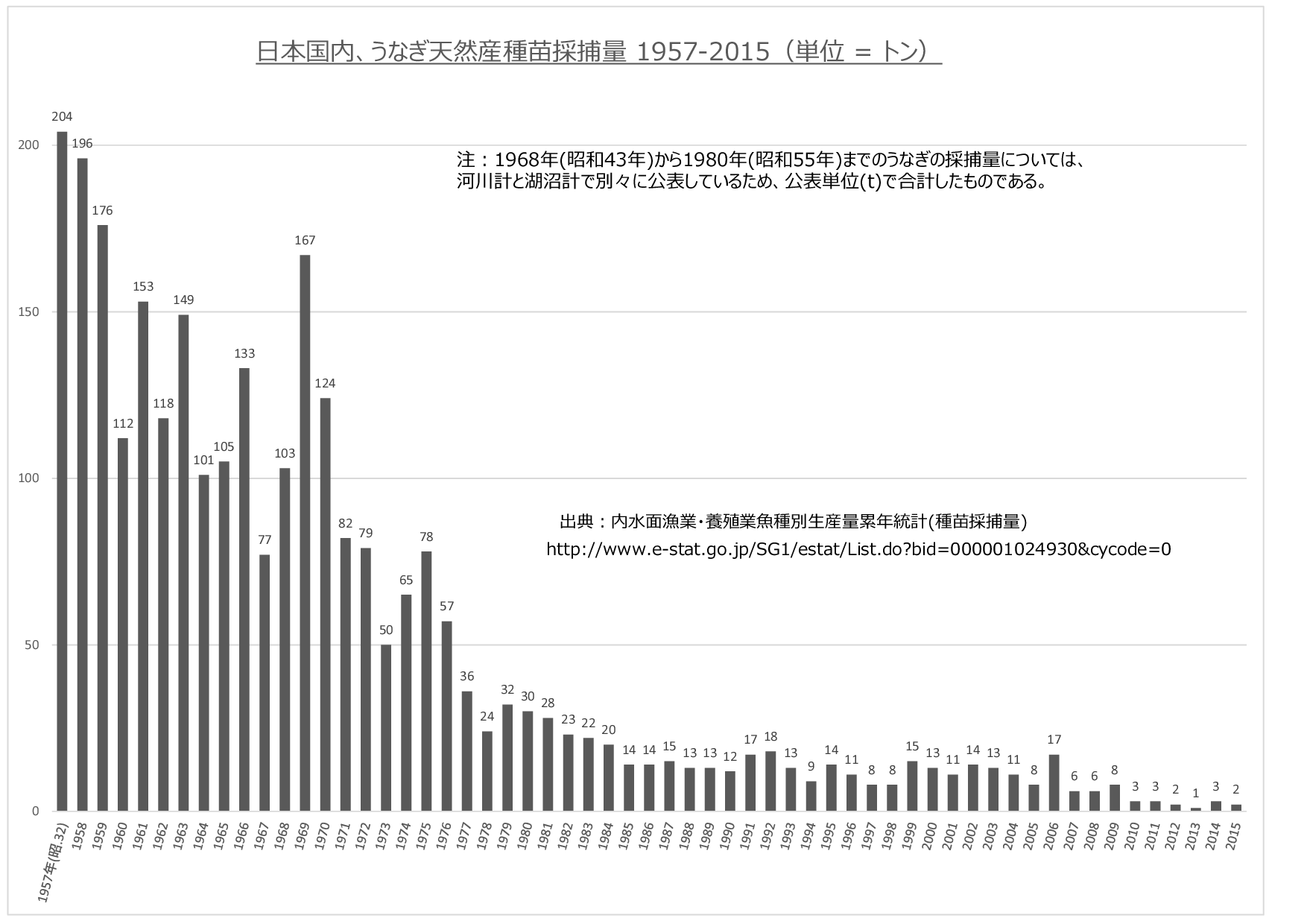
ニホンウナギ 内水面漁業・養殖業魚種別生産量累年統計(種苗採捕量)1957-2015年

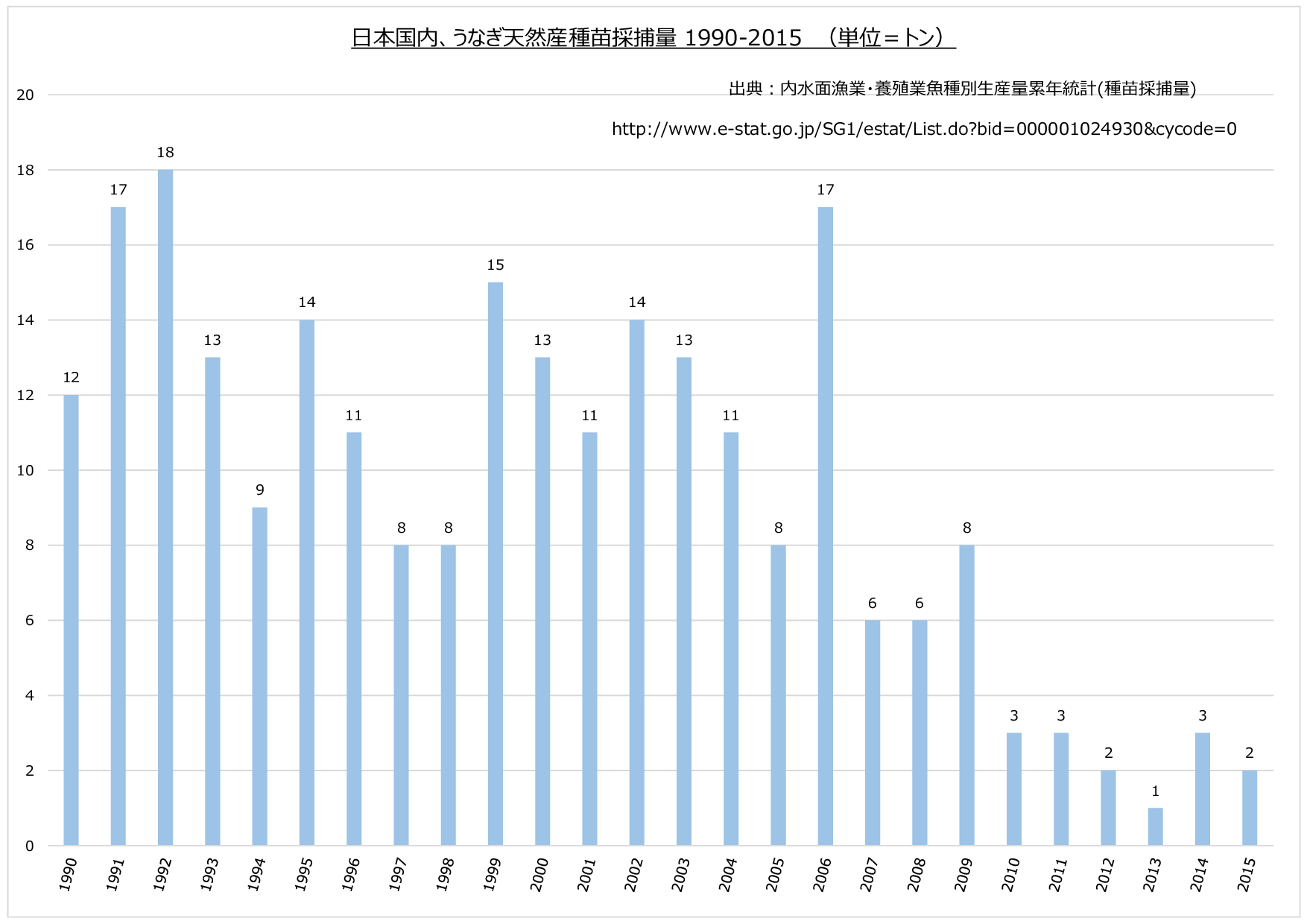
ニホンウナギ 内水面漁業・養殖業魚種別生産量累年統計(種苗採捕量) 1990-2015年

東アジアでは、海洋や生息環境の変化並びに経済活動などから採捕される稚魚の乱獲が進み、20世紀後半から野生のシラスウナギが減少した。水産資源の乱獲による輸出水産物の過度な生産に関して、各国による協議が行われている。

### 絶滅危惧種
2009年（平成21年）から2012年（平成24年）にかけ、日本にて採捕されるシラスウナギが減少したことから、同年6月に日本の農林水産省は、日本の伝統的な食品として重要なウナギ資源の保護を主軸とする「ウナギ緊急対策」を定めた。
これにより、ニホンウナギを利用する主要国・地域によるウナギ類の保存対策協議へ進展し、同年9月6日には長崎市にて日本、中華人民共和国、中華民国の3か国間による「ニホンウナギの国際的資源保護・管理に係る非公式協議」が開催された。その後、大韓民国が参加するところとなり、2014年（平成26年）に、東アジアの4か国と地域にて、養殖を目的とした池入れ稚魚量の上限について検討された。
この間、日本ではニホンウナギの個体数がシラスウナギの密漁で著しく減っているため、2013年2月1日に環境省のレッドリストで情報不足から絶滅危惧IB類へカテゴリー変更が行われている。
絶滅危惧IB類 (EN)（環境省レッドリスト）
また、以下の都道府県により、レッドリストの指定を受けている：
絶滅危惧II類
東京都本土部（伊豆諸島部は情報不足）
福井県
準絶滅危惧
新潟県

希少種北海道（環境省の準絶滅危惧相当）
その他
情報不足富山県
要注目種滋賀県
絶滅（野生絶滅(EW)）長野県
2014年6月12日、国際自然保護連合 (IUCN) はニホンウナギを「絶滅する危険性が高い絶滅危惧種」に指定し、レッドリストに掲載した。
2017年3月31日には、生物種や資源としてのニホンウナギの保全に取り組むため、日本と台湾、韓国、中国の研究者ら約100人が参加する「東アジア鰻学会」の設立総会が開かれた。
2018年には、流通の不透明さとウナギの保護に向け、絶滅のおそれのある野生動植物の種の国際取引に関する条約（ワシントン条約）のリストに掲載するほか、全世界で流通規制するかについては、2019年5月23日にスリランカにて開催されるワシントン条約締約国会議に向けて議論が始まった。
2025年6月欧州連合は、2007年以来取引規制が実施されているヨーロッパウナギに加え、既知のウナギ類19種・亜種全てをワシントン条約附属書IIに掲載する提案を正式に提出した。生きたシラスウナギだけでなくかば焼きなどの加工品も対象とし、輸出国に対し合法的な捕獲の証明を提示し輸出許可を取得することを義務付ける内容で、2025年ワシントン条約締約国会議で採択されれば2027年6月に発効する。

## 養殖

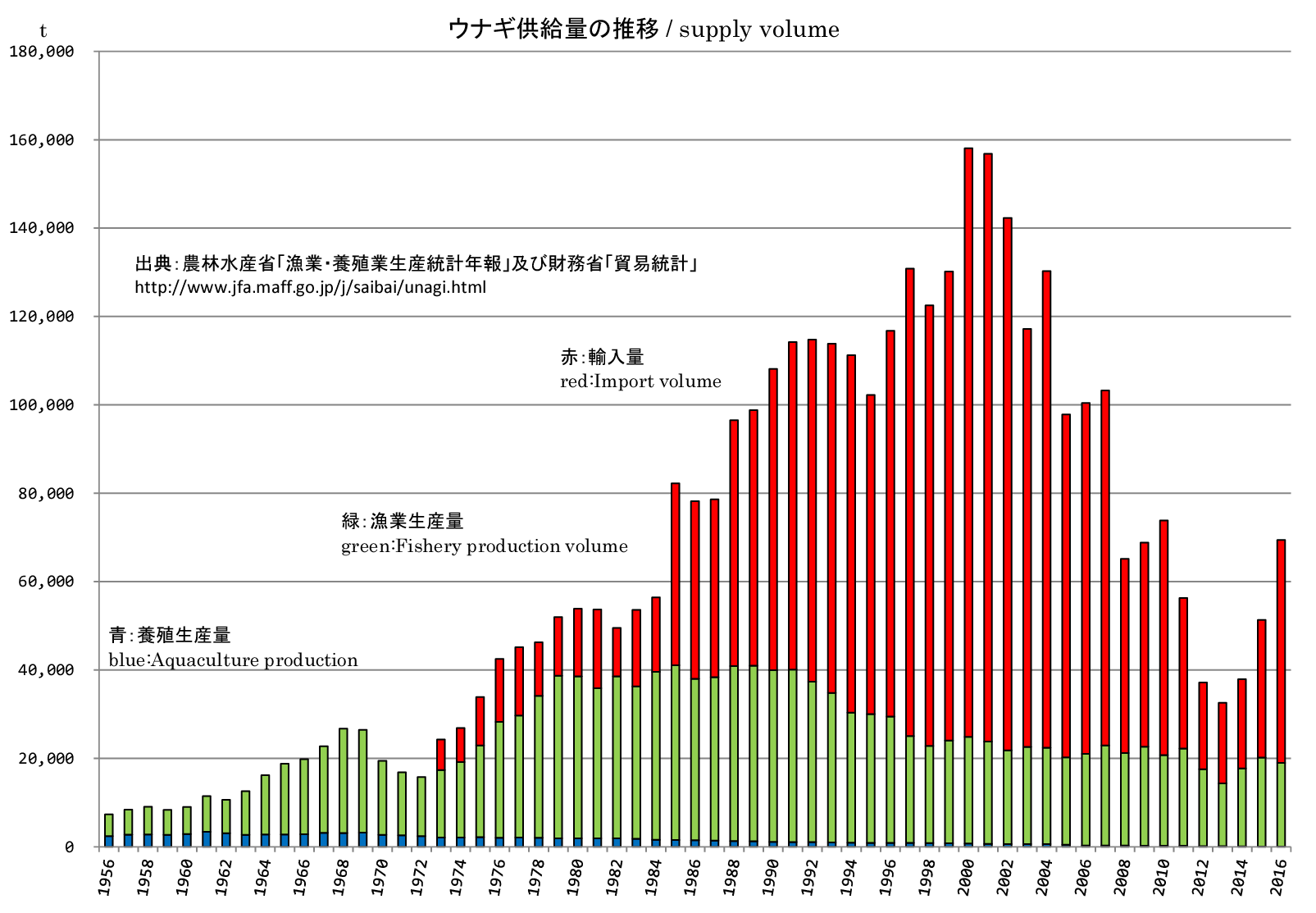
ウナギ供給量の推移グラフ。水産庁によるデータ

商業レベルの完全養殖は行われていないため、太平洋から回遊してきたシラスウナギ（ウナギ種苗）を河川にて捕獲し、陸上の養殖池にて養殖される。なお、日本においてウナギの養殖業を営むためには、農林水産大臣の許可が必要である。
採捕したシラスウナギは、ボイラーで水温を 26 - 30℃程度に温めた養殖池に移され、ウナギ用に成分を調整した配合飼料を与えられる。養殖開始後、6 - 7か月で出荷可能な大きさにまで育つ。

### 完全養殖
親魚のもつ卵、および精子の成熟条件や仔魚・稚魚期の餌が解明された結果、2010年には実験室レベルではあるが、水産総合研究センター（現・水産研究・教育機構）が養殖した親ウナギに産卵させ、孵化したレプトケファルスを親ウナギにする技術（完全養殖）に成功したことが発表された。しかし、飼育費用が高額であるため、商業化には至っておらず、商業化の為の育成コストの低減が研究されている。

## 密漁
シラスウナギの国内漁獲量には変動があるため、不足分は輸入して補填している。2017年時点では、養殖種苗用シラスウナギの採捕は都道府県の管理下で行われているが、現実には自由に行えることから密漁や密輸が横行し、漁獲枠上限を超過してウナギの減少に拍車をかけているほか、シラスウナギの売買が暴力団の資金源になっている。また、2018年には日本にて採捕されたシラスウナギの約40パーセントが、密漁や漁獲の無報告の疑いがある。
2025年世界自然保護基金（WWF）ジャパンと中央大学は、日本国内で販売されたウナギの蒲焼133サンプルのDNA分析結果より、約４割がアメリカウナギだったと発表した。中国産と表示されていた蒲焼サンプル82点の半分以上がアメリカウナギで、ヨーロッパウナギも含まれていた。絶滅の恐れのあるニホンウナギやヨーロッパウナギに代わり稚魚の違法取引が問題化しているアメリカウナギが、日本で大量消費されている実態が明らかになった。アメリカウナギの稚魚は中国で種苗生産され日本に中国産として輸入されている。WWFジャパンは、ウナギを大量消費する日本が違法なアメリカウナギ漁業を支えている可能性を指摘している。

## 関連画像

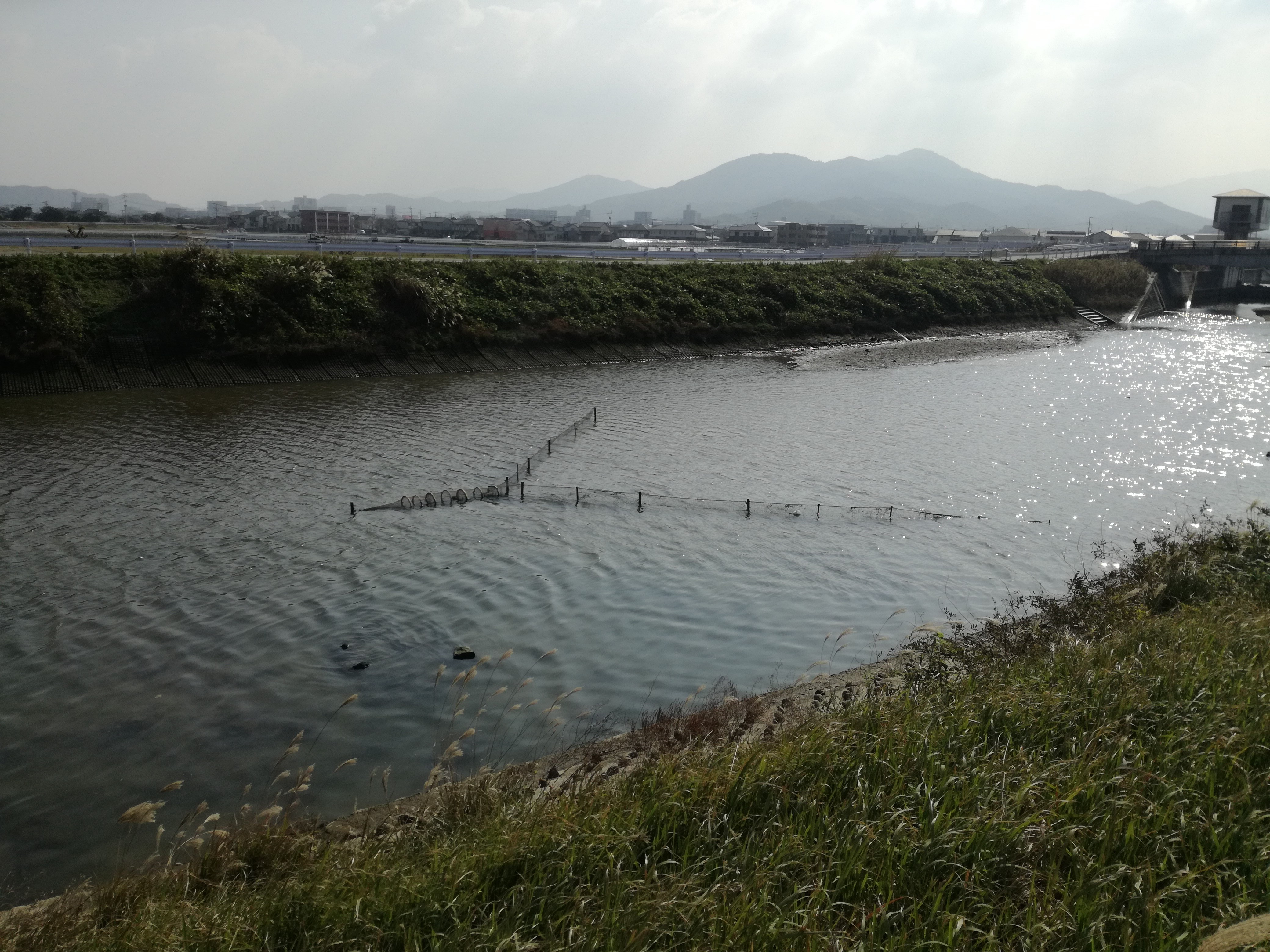
秋、海に降るニホンウナギを捕らえるための定置網。福岡県。
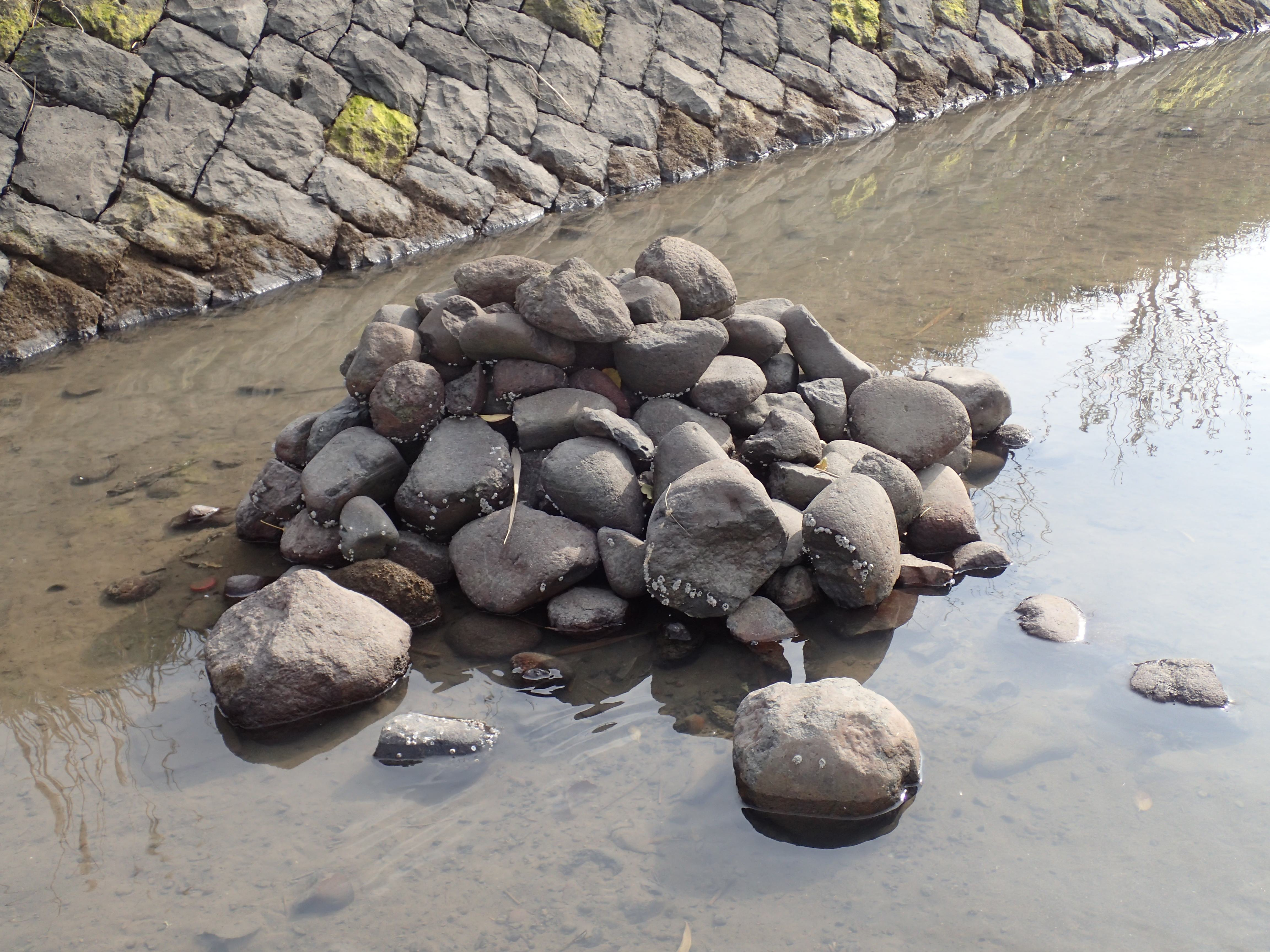
ウナギ塚・鰻塚（うなぎづか）。石を積み重ねておき、そこに潜んだ個体を捕らえる。
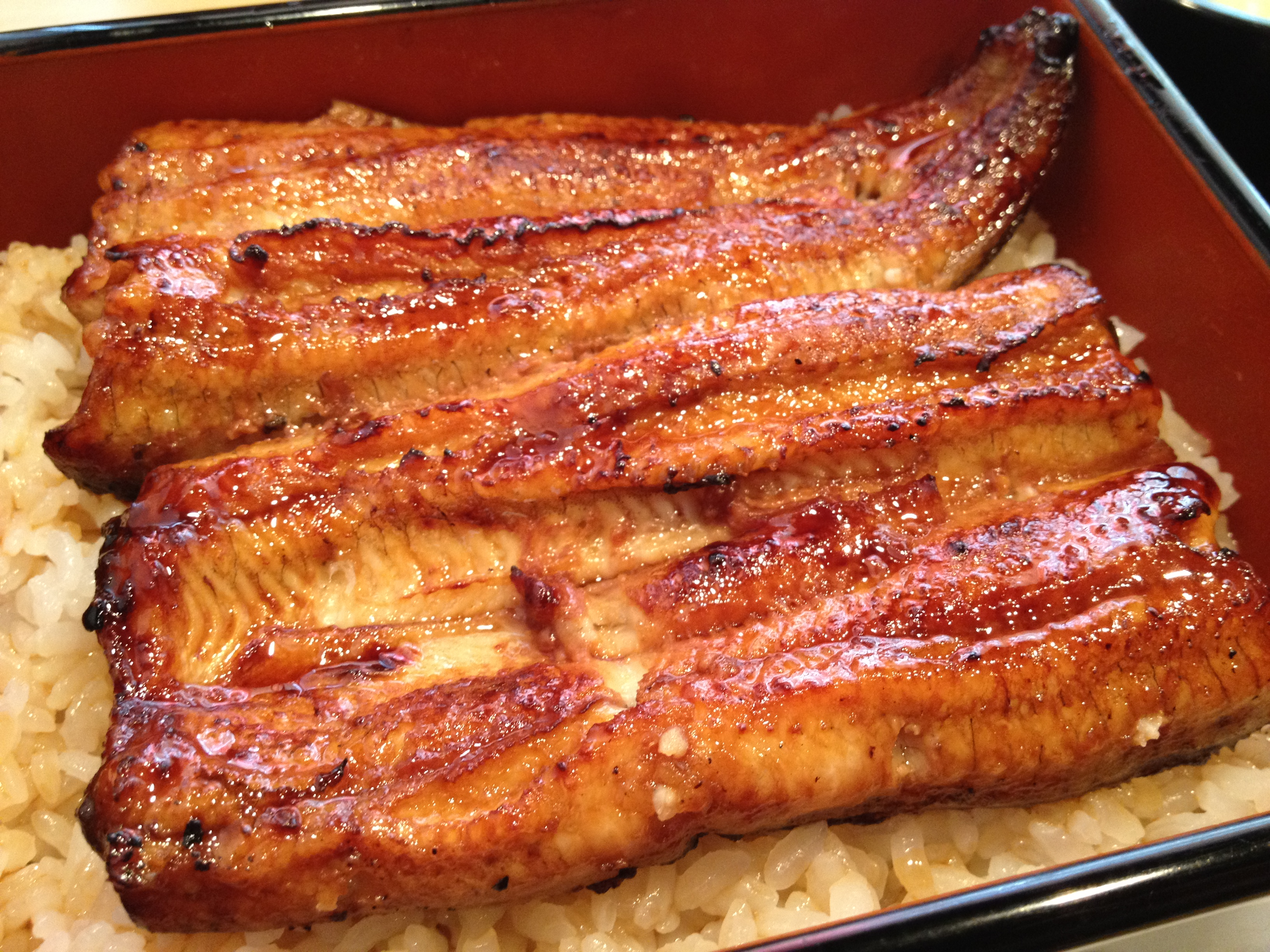
日本では蒲焼として、大量に消費されている。